# Abdelhamid Brahimi
Abdelhamid Brahimi, wł. Janu Abdelhamid Brahimi (ar. عبد الحميد براهيمي; ur. 2 kwietnia 1936 w Konstantynie, zm. 15 sierpnia 2021 w Algierze) – algierski polityk, w latach 1984–1988 premier Algierii.

## Życiorys
Ukończył studia z dziedziny ekonomii, z której obronił doktorat. Brał udział w walkach o niepodległość Algierii jako członek Narodowej Armii Wyzwoleńczej. Stacjonował w pobliżu granicy z Tunezją, obejmując stanowiska dowódcze; szkolił się przez trzy lata w Syrii.
Od 1963 do 1968 sprawował funkcję gubernatora prowincji Annaba z ramienia Huariego Bumediena, pełnił następnie funkcje w aparacie państwa. Od 1968 do 1973 reprezentował państwową organizację przemysłową w Paryżu, od 1976 do 1979 zaś państwową firmę paliwową SONATRAK w Waszyngtonie. Między 1973 a 1976 wykładał na Uniwersytecie w Algierze. Pracował też jako doradca ekonomiczny w ministerstwach. Od stycznia 1979 piastował funkcję ministra planowania. Od grudnia 1983 zasiadał w komitecie centralnym rządzącej partii Front Wyzwolenia Narodowego, w styczniu 1984 został członkiem politbiura. Następnie 22 stycznia 1984 został szefem rządu. Za jego rządów znacznie pogorszyła się kondycja ekonomiczna państwa oraz wzrosło zadłużenie. Między 5 a 11 października 1988 miały miejsce protesty społeczne przeciw wysokim cenom i niedostępności jedzenia, w trakcie których aresztowano i zastrzelono wielu protestujących. Z ich przyczyny Brahimi ustąpił 5 listopada 1988. Jego następcą okazał się Kasdi Merbah. Po zakończeniu kadencji oskarżał urzędników i polityków o przywłaszczenie 26 miliardów dolarów, co miało jego zdaniem spowodować kryzys.
Jest autorem kilku książek na tematy społeczne i polityczne. W 2016 powrócił do kraju po ponad 25-letniej nieobecności.